# 萧前 (1916年)
萧前（1916年—2001年3月18日），原名萧锡尧，男，江西万安人，中国人民解放军开国少将。中共九至十一大代表。获二级八一勋章、二级独立自由勋章、一级解放勋章、一级红星勋章。

## 生平
幼年时父母相继去世，放牛为生，和妹妹相依为命。
1931年初参加中国工农红军。历任红三军团红五师第16团战士（时任连长姚喆）、班长、排长、政治指导员，总政治部巡视员、红军总部直属队党总支书记。参加了中央苏区历次反“围剿”。长征开始后，调瑞金模范师(红三师第九团)担任连指导员.
1937年入延安抗大学习。1938年组建中央警卫教导大队，下辖4个中队和1个骑兵队，1个训练队，共700多人，吴烈任大队长，肖前任大队政委兼政治处主任、代大队长。
解放战争时期任八路军总部干部团副大队长、东北民主联军总部警卫团政委、东北民主联军总直属队政治部主任兼佳木斯卫戍区政治部主任，合江军区政治部组织部部长，合江军区东安军分区副政委兼政治部主任、东北野战军第七纵队政治部组织部部长、第44军政治部副主任。参加了辽沈、平津、广东等战役。
建国后，任第44军军政治部主任兼粤西军区政治部主任，华南军区政治部干部管理部副部长，中南军区空军干部部部长，武汉军区空军副政委兼干部部部长暨政治部主任、武汉军区空军政委。1978年，接替廖冠贤，担任南京军区空军政治委员。1983年，由郑竹波接任。

## 荣誉
1955年被授予少将军衔。
1988年7月被委授予一级红星功勋荣誉章。